# Fritz Emil Irrgang

Fritz Emil Irrgang

Fritz Emil Irrgang (* 10. Mai 1890 in Linderode; † 16. Dezember 1951 in Northeim) war ein deutscher Politiker (NSDAP und später FDP). Er war zur Zeit des Nationalsozialismus Oberbürgermeister von Bottrop, Bocholt und Recklinghausen.

## Leben

### Herkunft und Ausbildung
Irrgang wurde als Sohn eines Betriebsleiters geboren. Nach dem Besuch der Volksschule in Sorau besuchte er die dortige Handelsschule. Eine Ausbildung zum Kaufmann brach er ab und absolvierte danach eine vierjährige Ausbildung zum Zahntechniker, die er mit der Gehilfenprüfung abschloss. Anschließend war er ab 1909 als Zahntechniker in Forst, Königsberg, Tilsit und Bielefeld tätig. Anfang Januar 1914 ließ er sich mit einem eigenen Laboratorium in Bielefeld nieder, das er im August 1933 seinem Schwager übergab. Von 1914 bis 1918 nahm er als Soldat am Ersten Weltkrieg teil. Während der Zeit der Weimarer Republik war Irrgang von 1918 bis 1924 in verschiedenen Sportverbänden tätig.

## Wirken
Ab 1923 gehörte Irrgang der DVFP an und ab 1924 dem Völkisch-Sozialen Freiheitsblock. Er war von Mai 1924 bis 1930 Stadtverordneter beziehungsweise Ratsmitglied der Stadt Bielefeld und dort später Vorsteher der Stadtverordnetenversammlung. Von 1924 bis 1930 besuchte er die kommunale Verwaltungsschule. Bereits zum 1. September 1929 trat er der NSDAP (Mitgliedsnummer 150.619) und einen Monat später der SA bei, in der er im April 1943 bis zum Sturmbannführer aufstieg. Unmittelbar nach dem Eintritt in die NSDAP wurde er kommunalpolitischer Bezirksfachberater beziehungsweise 1930 bis 1933 kommunalpolitischer Gaufachberater beim NSDAP-Gau Westfalen-Nord. Des Weiteren betätigte er sich als Reichsredner beziehungsweise ab 1931 als Gauredner für die Partei.
Ab dem 12. März 1933 war er Mitglied des westfälischen Provinziallandtages. Er wurde zudem im März 1933 über den Wahlkreis Westfalen Nord in den Reichstag gewählt. Während der Zeit des Nationalsozialismus war er von 1933 bis 1945 Mitglied des Reichstags. Von 1937 bis 1945 war er zudem Mitglied des westfälischen Provinzialrates.
Irrgang amtierte von August 1933 bis Ende 1934 als Oberbürgermeister der Stadt Bottrop. Von Anfang Januar 1935 bis Mitte 1939 war er Oberbürgermeister der Stadt Bocholt und von Juni 1939 bis Frühjahr 1945 Oberbürgermeister der Stadt Recklinghausen. Von Dezember 1942 bis März 1943 übernahm er zudem die Leitung der Amtsgeschäfte des Oberbürgermeisters in Bottrop. Von 1933 bis 1945 war er Gauamtsleiter für Kommunalpolitik im NSDAP-Gau Westfalen-Nord und wurde Gauhauptamtsleiter sowie Bereichsleiter. Daneben fungierte er als Chefredakteur der Nationalsozialistischen Gemeinde, dem Zentralblatt der NSDAP für Kommunalpolitik. Er war Vorstandsmitglied des Deutschen Gemeindetages und saß dem westfälischen Gemeindetag vor. Zudem gehörte er dem Aufsichtsrat des Wasserwerks in Gelsenkirchen und dem Beirat der Ruhrgas AG in Essen an.
Nach dem Ende des Zweiten Weltkrieges wurde er von Mai 1945 bis Mitte Februar 1948 im Internierungslager Fallingbostel festgehalten. Im März 1948 wurde er nach einem Spruchkammerverfahren zu zweieinhalb Jahren Haft und 5000 Mark Geldstrafe verurteilt. Im Juni 1949 wurde er in Northeim als „minderbelastet“ (Kategorie III) entnazifiziert, eine gegen das Urteil eingelegte Berufung wurde nicht zugelassen. Aus dem Verwaltungsdienst der Stadt Recklinghausen wurde er im November 1949 offiziell entlassen.
Politisch betätigte er sich schließlich bei der FDP, wo er Vorsitzender des kommunalpolitischen Ausschusses des Landesverbands Niedersachsen wurde und das kommunalpolitische Referat beim Kreisverband Northeim-Duderstadt leitete. Er lebte zuletzt in Northeim, wo er 1951 im Alter von 61 Jahren starb.